# 法达
法达位于乍得恩内迪高原，曾為恩内迪區的首府，在該區於2012年一分為二後成為西恩内迪區的首府。